# گمینا گرابوف ناد پیلیتسان
گمینا گرابوف ناد پیلیتسان (به لهستانی:  Gmina Grabów nad Pilicą) یک گمینا در لهستان است که در شهرستان کوژنگتسه واقع شده‌است. گمینا گرابوف ناد پیلیتسان ۱۲۵ کیلومتر مربع مساحت و ۳٬۶۹۲ نفر جمعیت دارد.